# Yudghan de Hamadan
Yudghan de Hamadan (hébreu : יהודה מהמדן Yehouda MiHamadan) est un prétendant juif à la messianité qui a vécu en Perse, vers le début du VIIIe siècle. 
Il est à l'origine de la secte juive des Yudghanites.

## Éléments biographiques
Comme pour Abou Issa, la vie, les pratiques et les doctrines des Yudghanites ne sont connues que par les livres de deux hérésiologues, Yaaqov Al-Qirqissani, un historien karaïte du Xe siècle, et Muhammad al-Shahrastani, un auteur musulman du XIIe siècle.
Selon ceux-ci, Yudghan de Hamadan est un disciple d'Abou Issa. Après la bataille de Ra'i, au cours de laquelle Abou Issa disparaît, Yudghan conçoit le projet de former une nouvelle secte en rassemblant les anciens partisans de son maître. Prophète auto-déclaré, il se montre plus prudent que son prédécesseur, et ne prétend pas avoir reçu pour mission divine de délivrer les Juifs du joug des Gentils pour les rendre politiquement indépendants, mais se contente de rassembler les brebis égarées, prenant le surnom d’al-Ra'ï (« Le Berger »).

## Rites et doctrines des Yudghanites
Yudghan reprend un grand nombre de croyances et observances de l'issawisme, dont la reconnaissance de Jésus et Mahomet comme prophètes pour leurs propres peuples et l'interdiction de consommer de la viande et du vin. Il attache une plus grande importance au jeûne et à la prière qu'à l'observance des lois cérémonielles, affirmant que les lois concernant le chabbat et les fêtes juives ne sont observées en diaspora qu'à titre de souvenir, et n'ont aucun caractère obligatoire. 
Sous l'influence du soufisme, qui commence à se propager à son époque parmi les Mahométans résidant parmi les Magi (prêtres de Zoroastre), Yudghan adopte une lecture mystique de la Torah au détriment de son sens littéral et professe que toutes les croyances religieuses sont des allégories. Cependant, il rejette la doctrine soufie de prédestination, et se rapproche sur ce point de la doctrine rabbinique du libre-arbitre. 
Il affirme par ailleurs, en opposition avec les opinions traditionnelles, et en accord avec certaines idées motazilites, que Dieu ne peut être représenté avec des attributs matériels (c'est-à-dire anthropomorphiques), et que les récits bibliques de Ses actes et pensées ne peuvent se comprendre à la lettre.

## Postérité
Yudghan attire de nombreux disciples, qui perpétuent les pratiques de leur maître longtemps après sa mort, et le vénèrent à tel point qu'ils sont persuadés qu'il reviendra pour leur enseigner une nouvelle doctrine.
Selon Shahrastani, l'un des adeptes de Yudghan, nommé Moushka, aurait fondé la secte des Al-Mushkaniyyah (Moushkanites), qui ne diffère de celle des Yudghanites que par la volonté de propager ses enseignements auprès des Juifs par la force, si nécessaire. Moushka aurait quitté Hamadan à la tête d'une troupe de partisans, qui auraient tous été tués à Qom, à l'est de Hamadan. 
Certains savants affirment que les « soi-disant Yehoudim, » évoqués par Saadia Gaon dans son Emounot veDeot lors de sa critique de la métempsycose, seraient les Yudghanites, la secte étant encore active de son temps. Cependant, ni Qiriqissani ni Sharastani ne font état d'une telle croyance parmi eux, de sorte qu'il semble plus probable que Saadia fustige tous les juifs qui professent cette thèse pythagoricienne, qu'ils soient karaïtes, rabbanites ou autres.

## Source
Cet article contient des extraits de l'article « YUDGHANITES » par Joseph Jacobs & Isaac Broydé de la Jewish Encyclopedia de 1901–1906 dont le contenu se trouve dans le domaine public.